# Nicolas Roy
Nicolas Roy, född 5 februari 1997, är en kanadensisk professionell ishockeyforward som tillhör NHL-organisationen Vegas Golden Knights och spelar för deras farmarlag Chicago Wolves i AHL.
Han har tidigare spelat på NHL-nivå för Carolina Hurricanes och på lägre nivåer för Charlotte Checkers i AHL, Saguenéens de Chicoutimi i Ligue de hockey junior majeur du Québec (LHJMQ).

## Klubblagskarriär

### NHL

#### Carolina Hurricanes
Roy draftades i fjärde rundan i 2015 års draft av Carolina Hurricanes som 96:e spelare totalt.

#### Vegas Golden Knights
Den 26 juni 2019 tradades han, tillsammans med ett villkorligt val i femte rundan i NHL-drafen 2021, till Vegas Golden Knights i utbyte mot Erik Haula.

## Statistik
| 2011–2012    | Forestiers d'Amos        | LHMAAAQ      | 43  | 13  | 18  | 31  | 30  | 7  | 1  | 2  | 3  | 6  |
| 2012–2013    | Forestiers d'Amos        | LHMAAAQ      | 27  | 15  | 18  | 33  | 24  | —  | —  | —  | —  | —  |
| 2013–2014    | Saguenéens de Chicoutimi | LHJMQ        | 63  | 16  | 25  | 41  | 19  | 4  | 0  | 2  | 2  | 8  |
| 2014–2015    | Saguenéens de Chicoutimi | LHJMQ        | 68  | 16  | 34  | 50  | 40  | 5  | 2  | 3  | 5  | 8  |
| 2015–2016    | Saguenéens de Chicoutimi | LHJMQ        | 63  | 48  | 42  | 90  | 71  | 6  | 3  | 4  | 7  | 16 |
|              | Charlotte Checkers       | AHL          | 2   | 0   | 0   | 0   | 4   | —  | —  | —  | —  | —  |
| 2016–2017    | Saguenéens de Chicoutimi | LHJMQ        | 53  | 36  | 44  | 80  | 46  | 17 | 8  | 13 | 21 | 14 |
| 2017–2018    | Carolina Hurricanes      | NHL          | 1   | 0   | 0   | 0   | 0   | —  | —  | —  | —  | —  |
|              | Charlotte Checkers       | AHL          | 70  | 11  | 27  | 38  | 37  | 8  | 0  | 3  | 3  | 2  |
| 2018–2019    | Carolina Hurricanes      | NHL          | 6   | 0   | 0   | 0   | 2   | —  | —  | —  | —  | —  |
|              | Charlotte Checkers       | AHL          | 69  | 17  | 19  | 36  | 28  | 19 | 6  | 9  | 15 | 14 |
| NHL totalt   | NHL totalt               | NHL totalt   | 7   | 0   | 0   | 0   | 2   | —  | —  | —  | —  | —  |
| AHL totalt   | AHL totalt               | AHL totalt   | 141 | 28  | 46  | 74  | 69  | 27 | 6  | 12 | 18 | 16 |
| LHJMQ totalt | LHJMQ totalt             | LHJMQ totalt | 247 | 116 | 145 | 261 | 176 | 32 | 13 | 22 | 35 | 46 |

### Internationellt
| Källa: Uppdaterad: 2018-04-08 | Källa: Uppdaterad: 2018-04-08 | Källa: Uppdaterad: 2018-04-08 |         | Utv = Utvisningsminuter | Utv = Utvisningsminuter | Utv = Utvisningsminuter | Utv = Utvisningsminuter | Utv = Utvisningsminuter |
| År                            | Lag                           | Mästerskap                    | Matcher | Mål                     | Assists                 | Poäng                   | Utv                     |                         |
| ----------------------------- | ----------------------------- | ----------------------------- | ------- | ----------------------- | ----------------------- | ----------------------- | ----------------------- | ----------------------- |
| 2014                          | Kanada                        | Ivan Hlinkas minnesturnering  | 5       | 1                       | 4                       | 5                       | 2                       |                         |
| 2015                          | Kanada                        | U18-VM                        | 7       | 3                       | 3                       | 6                       | 6                       |                         |
| Junior totalt                 | Junior totalt                 | Junior totalt                 | 12      | 4                       | 7                       | 11                      | 8                       |                         |